# Roussillon-en-Morvan
Roussillon-en-Morvan este o comună în departamentul Saône-et-Loire, Franța. În 2009 avea o populație de 280 de locuitori.

## Evoluția populației
| An        | 1975 | 1982 | 1990 | 1999 | 2006 | 2009 |
| --------- | ---- | ---- | ---- | ---- | ---- | ---- |
| Populație | 317  | 338  | 337  | 310  | 287  | 280  |